# Шчећин
Шчећин (пољ. Szczecin,   - транскр.  Штетин) - Повјат гродски, је седиште и највећи град Западнопоморског војводства. Према попису становништва из 2011. у граду је живело 410.131 становника. Шчећин је један од највећих градова у Пољској (треће место по површини и седмо по броју становника). Једна је од метропола у Пољској. Од Балтичког мора је удаљен 60 km. Шчећин представља економски центар региона, као и туристички центар (музеји, замак кнежева, резерват птица у долини Одре). У оквиру града се налази језеро Домбје.

## Историја
Између VII века и VI века п. н. е. на овом терену је постојало прасловенско насеље са лужичком културом. По документима, овај терен непрекидно је насељен скоро 1850 година. У античко време у околини Шчећина постојало је насеље Susudata. Оно је насликано на античкој мапи из 142-147. наше ере. Архивирано [Date missing] на сајту . О томе да се ово насеље налазило у околини Шчећина, показује kompendium Lexicon Universale . У IX веку од стране словенских кнежева саграђено је утврђење са замком и са одбрамбеним бедемима у чијем подножју се развило трговачко-рибарско насеље. Године 967. Мјешко I прикључио је Шчећин Пољској. За време владавине Болеслава Храброг град је потпадао под све већи утицај данске. После битке 1121. краљ Болеслав Кривоусти је поново прикључио град Пољској. Године 1243. кнез Барњим I је Шчећину дао статус града. У XIII веку Шчећин постаје члан Ханзе. Године 1570. у Шчећину је потписан уговор којим је завршен Први северни рат. Године 1630. град су заузели Швеђани. Године 1713. град је заузела Пруска. У Шчећину се 1729. године родила руска царица Катарина Велика. Од половине XVIII века почиње да се поправља културно-економско стање. Од 1806. до 1812. Шчећин је био под француском окупацијом. Шчећин је железничком пругом повезан са Берлином 1843. године.
Када је избио Други светски рат у граду је живело око 270.000 становника. Град је доста страдао за време рата, 65% грађевина је уништено а индустрија је уништена 95%. Године 1945. град је бројао само 78.000 становника, а од тога 62.500 Немаца (године 1947. у граду је живело само 4.000 Немаца). Од 1946. до 1998. град је био седиште шћећинског војводства, а од 1999. је седиште Војводства Западно Поморје.

## Саобраћај
Градски превоз у Шћећину заснован је на аутобусима и трамвајима. Густа мрежа аутобуско-трамвајских линија обухвата цео град, а у њој су најзаступљенији савремени трамваји типа 105N2k/S/2000 фирме ALSTOM. Од аутобуса су најзаступљенији они марке MAN и Solaris Urbino.

## Безбедност
У Шчећину полицијске патроле непрекидно надзиру улице, ходнике и градске тргове. Лети се у центру могу срести патроле на коњима или са псима. Шчећин је једно од најбезбеднијих места у Пољској.

### Административна подела
Шчећин је подељен на 4 дела. У та четири дела груписана су насеља и квартови по просторном положају.
|  |  |

## Становништво
Према прелиминарним подацима са пописа, у граду је 2011. живело 410.131 становника.
| 1946.  | 1950.   | 1960.   | 2002.   | 2011.   | 2012.   |
| ------ | ------- | ------- | ------- | ------- | ------- |
| 72.948 | 178.907 | 269.318 | 415.399 | 410.131 | 408.913 |

## Партнерски градови
- Бари
- Бремерхафен
- Даљен
- Клајпеда
- Грајфсвалд
- Фридрихшајн-Кројцберг
- Есбјерг
- Кингстон на Халу
- Либек
- Општина Малме
- Мурманск
- Росток
- Сент Луис
- Поцуоли